# Whyalla
Whyalla là một thành phố trong bang Nam Úc, cách thủ phủ bang Adelaide 395 km. Thành phố có dân số 21.122 người (năm 2006), là thành phố đông dân thứ ba ở Nam Úc sau Adelaide và Mount Gambier. Đây là một hải cảng nằm ở bờ đông của bán đảo Eyre ở Nam Úc.

## Khí hậu
Whyalla có khí hậu bán khô hạn (phân loại khí hậu Köppen Bsh) với mùa hè nóng và mùa đông ôn hòa, mát mẻ. Lượng mưa ở mức vừa phải và phân bố đều giữa các tháng trong năm.
| Dữ liệu khí hậu của Whyalla             | Dữ liệu khí hậu của Whyalla | Dữ liệu khí hậu của Whyalla | Dữ liệu khí hậu của Whyalla | Dữ liệu khí hậu của Whyalla | Dữ liệu khí hậu của Whyalla | Dữ liệu khí hậu của Whyalla | Dữ liệu khí hậu của Whyalla | Dữ liệu khí hậu của Whyalla | Dữ liệu khí hậu của Whyalla | Dữ liệu khí hậu của Whyalla | Dữ liệu khí hậu của Whyalla | Dữ liệu khí hậu của Whyalla | Dữ liệu khí hậu của Whyalla |
| Tháng                                   | 1                           | 2                           | 3                           | 4                           | 5                           | 6                           | 7                           | 8                           | 9                           | 10                          | 11                          | 12                          | Năm                         |
| --------------------------------------- | --------------------------- | --------------------------- | --------------------------- | --------------------------- | --------------------------- | --------------------------- | --------------------------- | --------------------------- | --------------------------- | --------------------------- | --------------------------- | --------------------------- | --------------------------- |
| Cao kỉ lục °C (°F)                      | 49.4 (120.9)                | 48.0 (118.4)                | 44.1 (111.4)                | 40.4 (104.7)                | 32.9 (91.2)                 | 26.3 (79.3)                 | 27.0 (80.6)                 | 32.0 (89.6)                 | 38.0 (100.4)                | 42.1 (107.8)                | 45.5 (113.9)                | 46.8 (116.2)                | 49.4 (120.9)                |
| Trung bình ngày tối đa °C (°F)          | 30.2 (86.4)                 | 29.6 (85.3)                 | 27.3 (81.1)                 | 23.8 (74.8)                 | 20.6 (69.1)                 | 17.2 (63.0)                 | 17.0 (62.6)                 | 18.5 (65.3)                 | 21.7 (71.1)                 | 24.1 (75.4)                 | 26.7 (80.1)                 | 28.3 (82.9)                 | 23.8 (74.8)                 |
| Tối thiểu trung bình ngày °C (°F)       | 17.7 (63.9)                 | 17.8 (64.0)                 | 15.6 (60.1)                 | 11.9 (53.4)                 | 8.9 (48.0)                  | 6.1 (43.0)                  | 5.2 (41.4)                  | 5.9 (42.6)                  | 8.1 (46.6)                  | 10.7 (51.3)                 | 14.0 (57.2)                 | 15.9 (60.6)                 | 11.5 (52.7)                 |
| Thấp kỉ lục °C (°F)                     | 5.9 (42.6)                  | 7.8 (46.0)                  | 5.5 (41.9)                  | 2.2 (36.0)                  | −0.4 (31.3)                 | −3.2 (26.2)                 | −3.2 (26.2)                 | −2.0 (28.4)                 | 0.0 (32.0)                  | 0.3 (32.5)                  | 3.9 (39.0)                  | 4.7 (40.5)                  | −3.2 (26.2)                 |
| Lượng Giáng thủy trung bình mm (inches) | 17.5 (0.69)                 | 23.7 (0.93)                 | 19.2 (0.76)                 | 21.8 (0.86)                 | 23.7 (0.93)                 | 28.5 (1.12)                 | 23.0 (0.91)                 | 21.5 (0.85)                 | 26.3 (1.04)                 | 22.3 (0.88)                 | 21.8 (0.86)                 | 24.3 (0.96)                 | 267.4 (10.53)               |
| Số ngày giáng thủy trung bình           | 3.2                         | 3.2                         | 4.0                         | 4.9                         | 8.6                         | 10.8                        | 10.6                        | 9.9                         | 7.6                         | 6.5                         | 4.6                         | 4.8                         | 78.7                        |
| Độ ẩm tương đối trung bình (%)          | 38                          | 40                          | 40                          | 44                          | 49                          | 54                          | 53                          | 48                          | 44                          | 41                          | 39                          | 41                          | 44                          |
| Nguồn:                                  |                             |                             |                             |                             |                             |                             |                             |                             |                             |                             |                             |                             |                             |